# Novalis (banda)
Novalis foi um grupo de rock progressivo da década de 1970 formado na Alemanha. Foi uma das principais bandas do país no estilo, e entre os seus álbuns mais conhecidos estão Sommerabend e Wer Schmetterlinge Lachen Hört.

## História
O vocalista Jürgen Wentzel e o baixista Heino Schünzel decidiram formar uma banda, e em 1971 colocaram um anúncio em um jornal de Hamburgo para encontrar músicos que estivessem interessados em tocar rock progressivo. Com esse anúncio encontraram Lutz Rahn e o baterista Hartwig Biereichel, que se juntaram à banda. Juntamente com o guitarrista Carlo Karges eles formaram o Mosaik, logo mudando o nome da banda para Novalis. Após o lançamento do seu primeiro álbum em 1973, Wentzel deixou o grupo e Heino Schünzel assumiu o vocal. Carlo Karges, que mais tarde iria integrar a banda de apoio da cantora Nena (ele é o compositor do maior hit da cantora, 99 Luftballons), foi substituído por Detlef Job. O vocalista austríaco Fred Mühlböck entrou para o grupo em 1976.
As letras do primeiro álbum da banda foram escritas em inglês, mas por sugestão de seu novo produtor Achim Reichel, que havia trabalhado com o The Rattles, eles começaram a cantar em alemão em 1975. A banda incorporou em sua obra, entre outros, poemas de seu homônimo, o escritor da era romântica Novalis, ao lado de suas próprias letras.
Com a poderosa e inconfundível voz de Fred Mühlböck, os maiores sucessos da banda e até mesmo um certo reconhecimento internacional vieram com os álbuns Sommerabend, Brandung e Vielleicht Bist Du Ein Clown? Lutz Rahn lançou em 1978 um álbum solo intitulado Solo-Trip.
A arrecadação que a banda teve com o álbum conceitual de 1979, Flossenengel, que é baseado no tema da baleação, foi doada ao World Wildlife Fund.
No começo da década de 1980, e no surgimento da Neue Deutsche Welle, o Novalis sentia-se ultrapassado. A banda buscou uma nova direção, mas separou-se após algumas mudanças de integrantes. 
O seu último álbum lançado foi o Nach Uns Die Flut em 1985. Eles foram acompanhados na turnê daquele ano pelo guitarrista Günther Brackmann. Rahn e Biereichel organizaram em 1993 uma compilação de gravações ao vivo do Novalis em seu auge.

## Músicos
- Jürgen Wentzel (até 1973): vocal
- Heino Schünzel (até 1980): baixo elétrico
- Lutz Rahn: órgão
- Hartwig Biereichel: bateria
- Carlo Karges (até 1975): guitarra elétrica
- Fred Mühlböck (1976–1984): vocal
- Detlef Job (1973–1985): guitarra
- Ernst Herzner (1984–1985): vocal
- Hinrich Schneider (1983–1985): baixo

## Discografia
- Banished Bridge, 1973
- Novalis, 1975
- Sommerabend, 1976
- Konzerte, 1977
- Brandung, 1977
- Vielleicht bist du ein Clown?, 1978
- Wer Schmetterlinge lachen hört, 1978
- Sonnewende, 1978
- Flossenengel, 1979
- Augenblicke, 1981
- Neumond, 1982
- Visionen, 1982
- Sterntaucher, 1983
- Bumerang, 1984
- Nach uns die Flut, 1985
- Novalis lebt!, 1993 (compilação)
- Flossenengel, 1995 (compilação)